# 奥托博伊伦
奥托博伊伦是德国巴伐利亚州施瓦本行政区下阿尔高县的一个市镇。总面积56.08平方公里，总人口7888人，其中男性3898人，女性3990人（2011年12月31日），人口密度141人/平方公里。